# Edwin Augustus Keeble
Edwin Augustus Keeble (* 14. Februar 1807 im Cumberland County, Virginia; † 26. August 1868 in Murfreesboro, Tennessee) war ein US-amerikanischer Politiker. Der Präsidentschaftskandidat John Bell (1797–1869) war sein Schwiegervater.

## Werdegang
Edwin Augustus Keeble wurde ungefähr fünf Jahre vor dem Ausbruch des Britisch-Amerikanischen Krieges im Cumberland County geboren. Über seine Jugendjahre ist nichts bekannt. Irgendwann zog er nach Tennessee und ließ sich in Murfreesboro (Rutherford County) nieder. Zwischen 1838 und 1855 war er dort Bürgermeister. Seine Amtszeit war von der Wirtschaftskrise von 1837 und dem folgenden Mexikanisch-Amerikanischen Krieg überschattet. Er saß dann von 1861 bis 1862 im Repräsentantenhaus von Tennessee, wo er den Posten als Speaker bekleidete. Bei der Wahl im November 1861 im sechsten Wahlbezirk von Tennessee für den ersten Konföderiertenkongress erlitt er eine Niederlage. Er erhielt 8 % der Stimmen und belegte damit den dritten Platz. Bei der Wahl am 6. August 1863 im selben Wahlbezirk wurde er in den zweiten Konföderiertenkongress gewählt. Dabei besiegte er Philip Gaspard Stiver Perkins (1818–1881) mit 11.631 zu 950 Stimmen. Bei der abgehaltenen Wahl unter den Soldaten betrug das Ergebnis 4.620 zu 770 Stimmen. An dieser Stelle ist folgendes anzumerken: Zum Zeitpunkt der Wahl war der Wahlbezirk von Unionstruppen besetzt und die Zivilabstimmung fand unter den Flüchtlingen statt. Keeble nahm 1864 seinen Sitz ein und hielt diesen bis zum Ende der Konföderation 1865. Er war ein glühender Unterstützer der Administration von Jefferson Davis (1808–1889). Dabei stimmte er für höhere Steuern, welche nicht seine Wählerschaft betrafen, und für härtere Wehrpflichtgesetze, bei denen keine Männer aus seinem Bezirk eingezogen wurden. Keeble verstarb ungefähr drei Jahre nach dem Ende des Bürgerkrieges in Murfreesboro. Er wurde dann auf dem Keeble Cemetery im Rutherford County beigesetzt, aber 1967 auf den Mt. Juliet Cemetery im Wilson County umgebettet.
Sein Sohn, John Bell Keeble (1868–1929), war Staatsanwalt in Nashville und dann zwischen 1915 und 1929 Dekan an der Vanderbilt Law School. Sein Enkel, Edwin Augustus Keeble (1905–1979), war ein bekannter Architekt in Nashville.